# Wupperfelder Kantorei
Die Wupperfelder Kantorei war ein deutscher gemischter Kirchenchor.

## Geschichte
Die Anfänge des Chores gehen auf den Kantoreichor der Alten Kirche Wupperfeld zurück, der 1866 von Pfarrer Emil Frommel gegründet wurde und zu den ersten gemischten Kirchenchören im deutschsprachigen Raum gehörte. Nach München, Dresden, Aachen und Wien wurde im Jahre 1914 durch Friedrich Geß auch in Wupperfeld ein Bach-Verein gegründet. Überregionales Ansehen erlangte der Chor durch die Verpflichtung Gottfried Grotes, der später auch den Staats- und Domchor Berlin leitete. Neben Schwerpunkten historischer Aufführungen der Renaissance- und Barock-Zeit wurden auch zeitgenössische Werke von Hindemith und Kaminski aufgeführt. Höhepunkte waren Uraufführungen von Hugo Distler und Ernst Pepping. Erste Radioaufnahmen wurden 1932 eingespielt. Nachfolger Grotes wurde Fritz Bremer, der die damalige „Avantgarde-Programme“ zeitgenössischer Komponisten wie Distler und Pepping pflegte. Zudem gab es eine intensive Zusammenarbeit mit dem kirchenmusikalischen Institut in Leipzig und dem späteren Thomaskantor Kurt Thomas. Fritz Bremer fiel 1941 im Krieg, sein Nachfolger wurde Hans Hulverscheidt aus Köln.
Den Wiederaufbau des Chores übernahm Winfried Pesch, der ihn von 1952 bis 1992 leitete. Pesch integrierte den Chor, der sich ab 1981 Wupperfelder Kantorei nannte, in die Wupperfelder Abendmusiken, deren Begründer und künstlerischer Leiter er war. Die gesamte stilistische und formale Palette abendländischer Musikgeschichte von Gregorianischem Gesang bis zu zeitgenössischen Komponisten wurde geboten, darunter zahlreiche Ur- und deutsche Erstaufführungen. Es wurden Werke von Mendelssohn und Vivaldi auf Tonträger eingespielt. Mitte der 1980er Jahre hatte der Chor fast 100 Mitglieder aus ganz Nordrhein-Westfalen. Es bestand eine enge Zusammenarbeit mit dem Sinfonieorchester Wuppertal, dem Kölner Kammerorchester und benachbarten Chören.
1992 übernahm Carsten Zündorf die Leitung. Er gründete neben der Kantorei den Wupperfelder Kammerchor, der später Capella Coristi hieß. Die Anzahl der Chormitglieder der Wupperfelder Kantorei nahm ab. Aufgrund von Sparmaßnahmen des Kirchenkreises Wuppertal wurde die A-Kantoren-Stelle im benachbarten Unterbarmen aufgekündigt. 2001 fusionierte die Wupperfelder Kantorei mit der Kantorei Unterbarmen zur Bergischen Kantorei. Eine 135-jährige Tradition wurde aufgegeben. Carsten Zündorf wurde 2005 betriebsbedingt gekündigt und mit ihm auch die A-Stelle in Wupperfeld. Die neu formierte gemeindeunabhängige Bergische Kantorei finanziert sich selbst, da es seitens des Kirchenkreises Wuppertal keine Unterstützung gibt. Die Leitung dieses Chores übernahm Matthias Lotzmann. KMD Winfried Pesch verstarb im Juni 2006.